# Klockargårdens kyrka
Klockargårdens kyrka är en kyrka i stadsdelen Klockaretorpet i Norrköping.

## Kyrkobyggnaden
Klockargårdens kyrka, som tillhör Norrköpings Borgs församling, invigdes i november 1980. Vid kyrkan finns en byggnad med församlingslokaler och församlingsexpeditionen för Borgs församling.
På väggen i trappan hänger en bildvävnad av Eva och Per Pettersson. År 1996 tillkom ett träsnidat altarskåp, formgivet av Lydia Wikman och 20089 kompletterades altarskåpet med ambo, altarbord och dopfunt. Konstsmeden Christer Wide har formgett och tillverkat en ljusbärare. 
I församlingssalen hänger en applikation från 1982 av textilkonstnären Barbro Strömgren.

## Fotogalleri

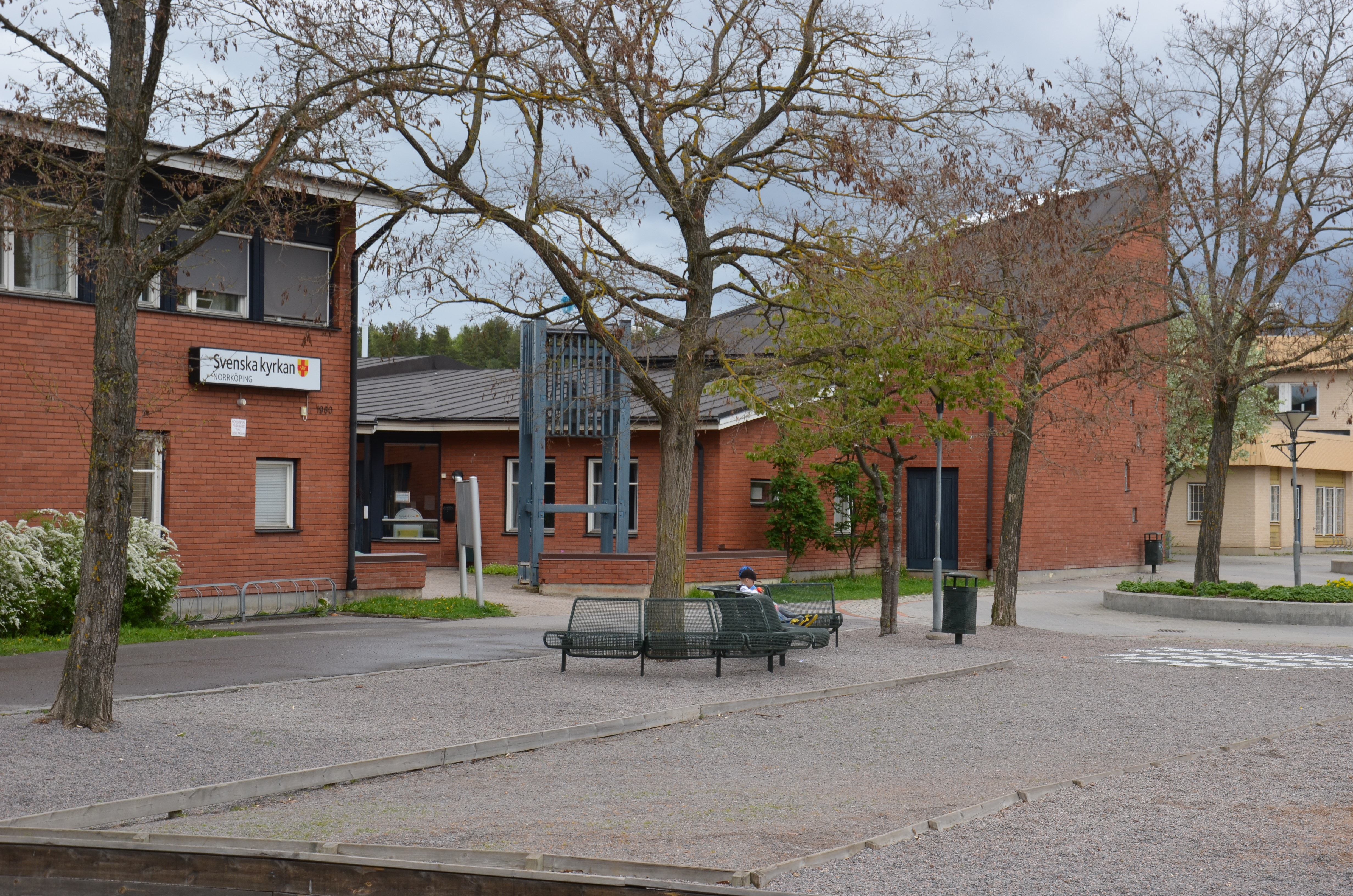
Klockaretorpets torg
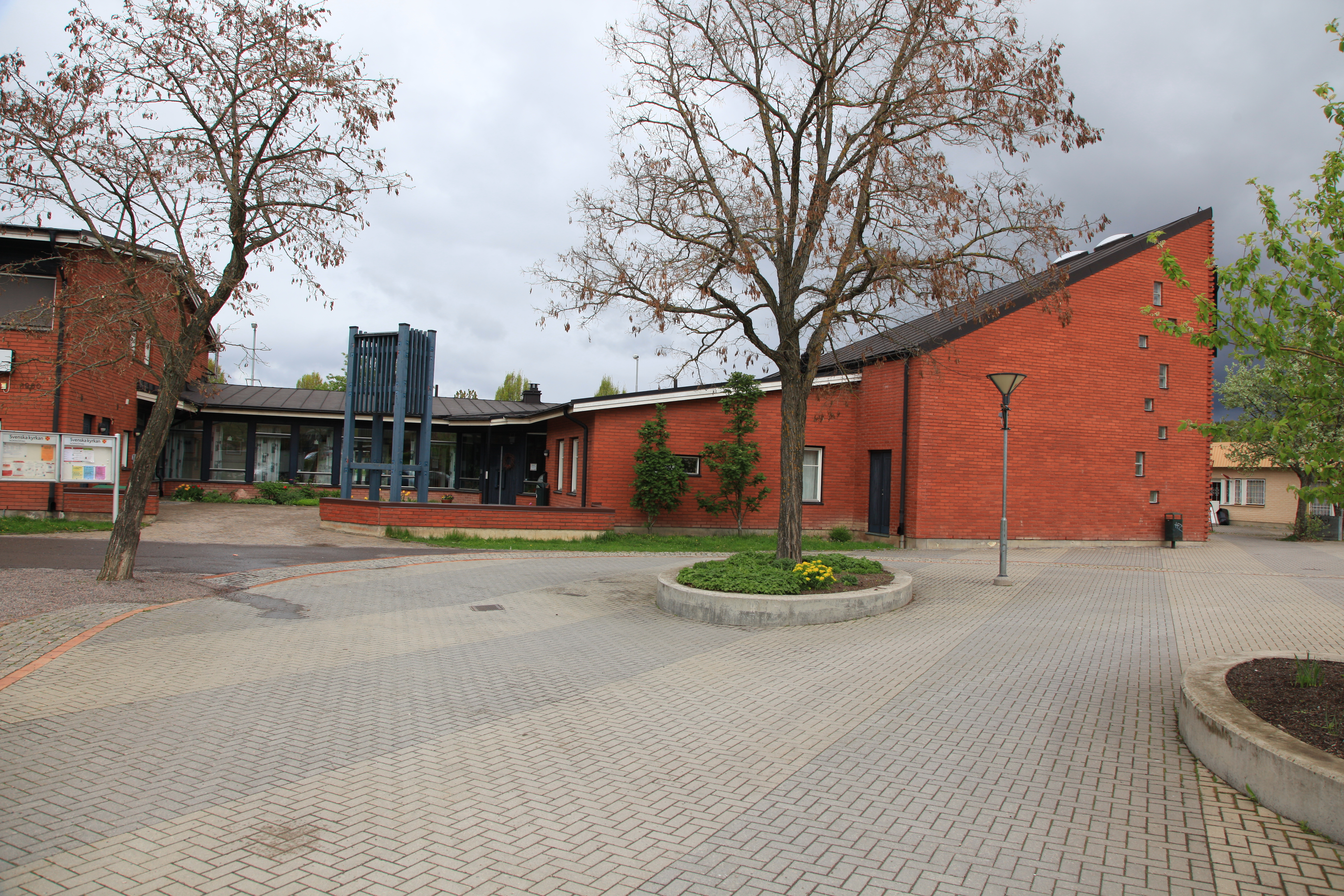
Klockaregårdens kyrka från söder
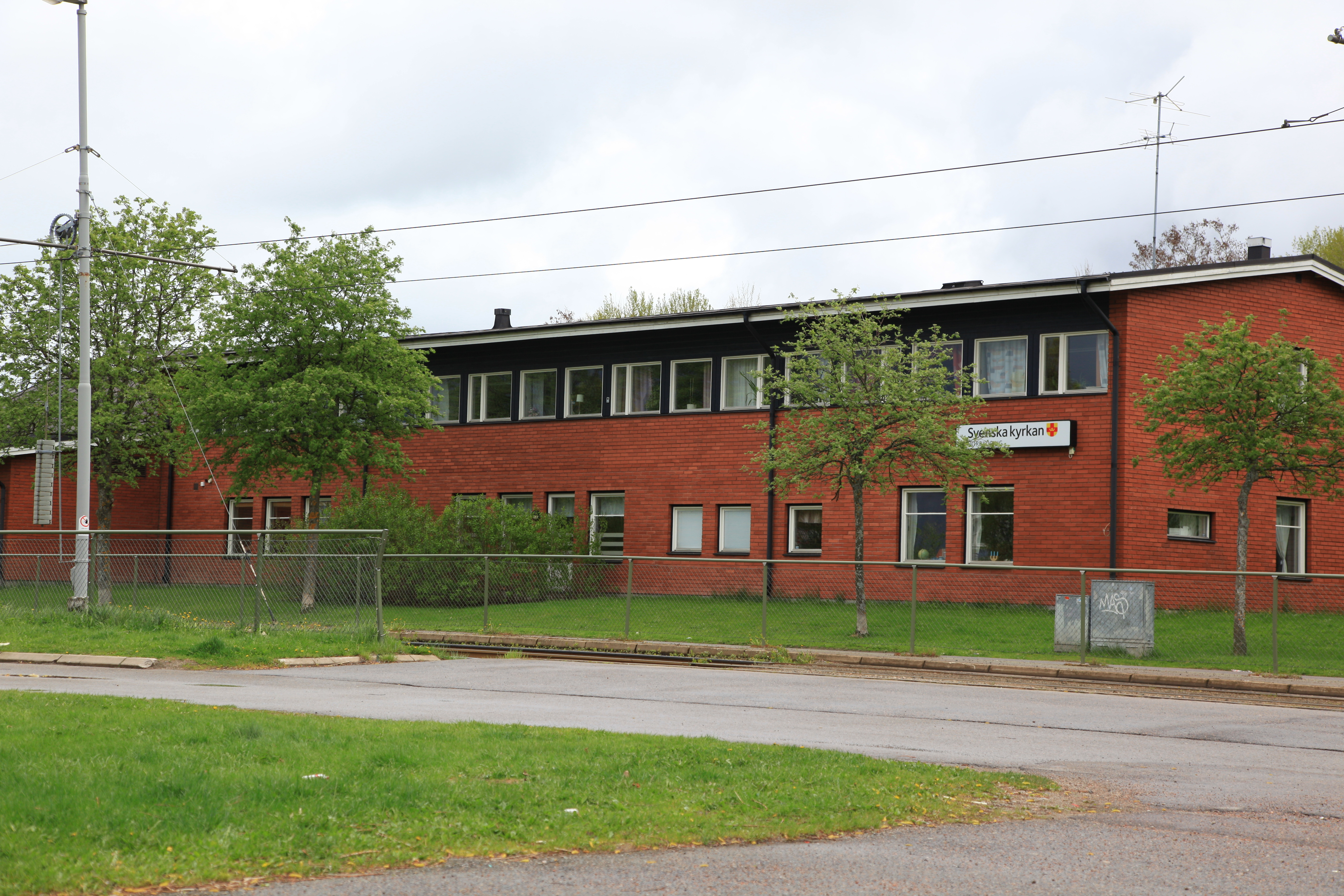
Församlingshemmet från norr